# La Ferrière-en-Parthenay
La Ferrière-en-Parthenay – miejscowość i gmina we Francji, w regionie Nowa Akwitania, w departamencie Deux-Sèvres.
Według danych na rok 1990 gminę zamieszkiwały 673 osoby, a gęstość zaludnienia wynosiła 23 osób/km² (wśród 1467 gmin regionu Poitou-Charentes La Ferrière-en-Parthenay plasuje się na 449. miejscu pod względem liczby ludności, natomiast pod względem powierzchni na miejscu 181.).